# 日産・Bプラットフォーム
日産・Bプラットフォームとは、日産自動車、ルノーのBセグメントFF車用のプラットフォームの名称である。
フューエルリッドはすべて車両右側となる。
本プラットフォームは日産自動車とルノーが初めて共同開発したものであり、現在最も多くの日産車に使われている。また、台湾で展開されるラクスジェンブランドの一部車両にも使用される。

## 採用車種
- マーチ（K12） /マイクラC+C
  - 光岡・ビュート（K12）
- キューブ（Z11/Z12）
- キューブキュービック（BZ11）
- リヴィナ（L10）
- リヴィナジェニス（L10）
- ティーダ（C11）
- ティーダラティオ（SC11）
- ノート（E11）
- ウイングロード（Y12）
- ブルーバードシルフィ（G11）
- セントラ/シルフィ/パルサーセダン（B17）
- ラニア
- AD・ADエキスパート → NV150 AD → AD
  - マツダ・ファミリアバン（Y12）
  - 三菱・ランサーカーゴ
- NV200バネット
- ジューク（F15）
- ルノー・モデュス
- ルノー・クリオ（ルーテシア）
- ルノー・キャプチャー（ロシア・ブラジル・インド仕様を除く）
- ルノーサムスン・QM3
- ラクスジェン・S5ターボ
- ラクスジェン・U6ターボ
- ラクスジェン・S3

## 沿革
- 2002年
  - 2月 - マーチ（3代目）発売。
  - 10月8日 - キューブ（2代目）発売。
- 2003年9月 - キューブキュービック（初代）発売。
- 2004年
  - ダチア・ロガン発売（ルノーブランドでも併売）。
  - 秋 - ルノー・モデュス発売。
  - 9月30日 - ティーダ（初代）発売。
  - 10月29日 - ティーダラティオ（初代）発売。
- 2005年
  - 1月20日 - ノート（初代）発売。
  - 9月 - ルノー・クリオ（3代目）発売。
  - 11月14日 - ウイングロード（3代目）発売。
  - 12月21日 - ブルーバードシルフィ（2代目）発売。
- 2006年
  - 7月 - 広州国際モーターショーにリヴィナジェニスを出展。
  - 12月20日 - AD/ADエキスパート発売。
- 2007年
  - 1月24日 - マツダ・ファミリアバン（9代目）発売（日産AD/ADエキスパートのOEM）。
  - 4月20日 - 上海モーターショーにリヴィナ（初代）を出展。
  - 7月 - マイクラC+Cを日本国内で発売。アプリオ発売（ダチア・ロガンがベース）。
- 2010年6月9日 - ジューク発売。
- 2012年
  - 4月 - ラクスジェン・5セダン（のちにS5ターボに改称）発売。
  - 12月5日 - シルフィ（3代目）発売。
- 2013年11月 - ラクスジェン・U6ターボ発売開始。

## 派生プラットフォーム
- ダチア・B0プラットフォーム